# Mark Landin

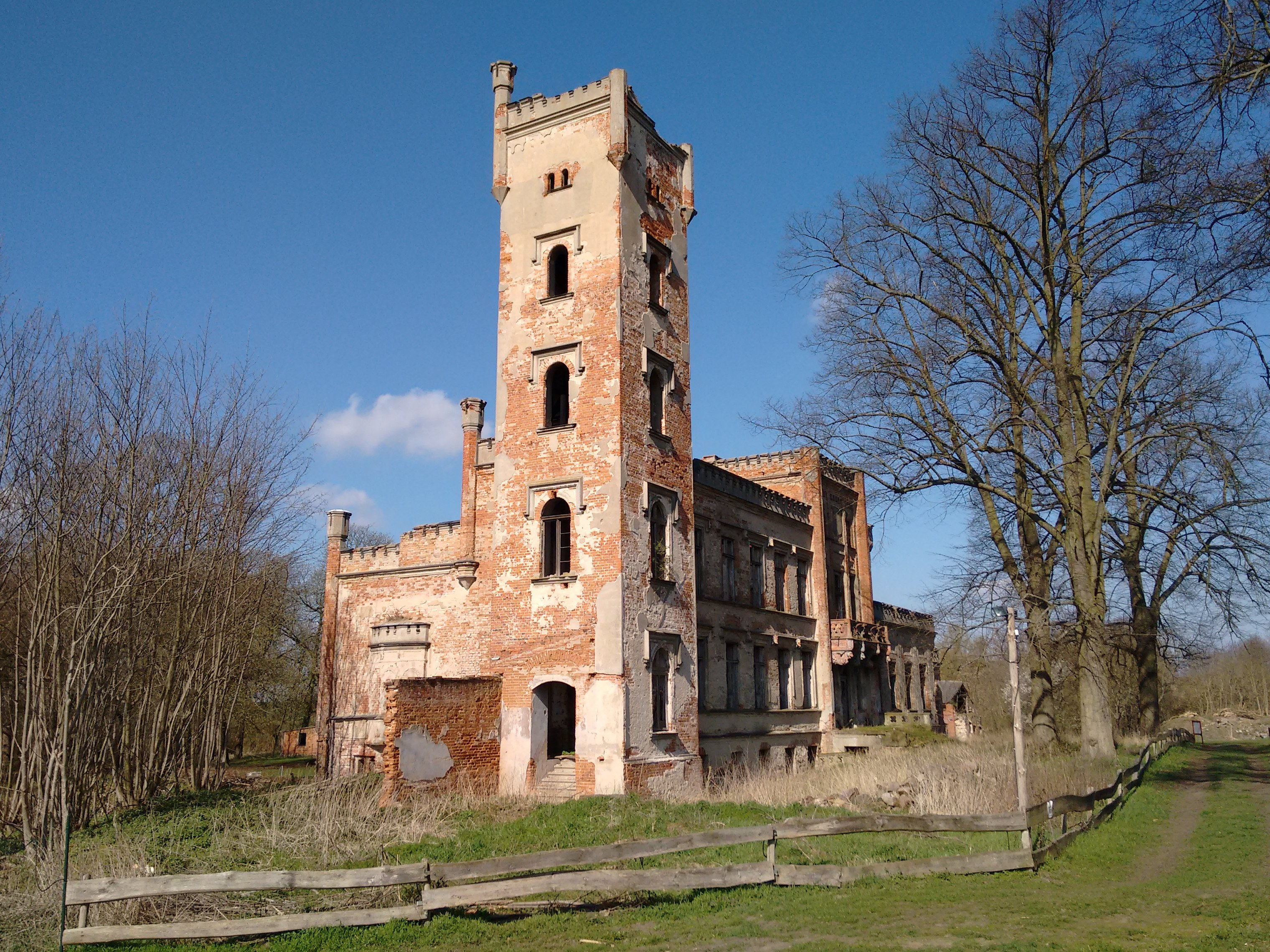
Kasteel Hohenlandin

Mark Landin is een voormalige  gemeente in de Duitse deelstaat Brandenburg, en maakt deel uit van de Landkreis Uckermark. Met vier andere gemeenten maakte de gemeente tot 19 april 2022 deel uit van het Amt Oder-Welse. Daarna werd het onder de naam Landin een Ortsteil van de stad Schwedt/Oder.
Mark Landin telde 962 inwoners.